# Yvonne Ryding
Yvonne Agneta Ryding (Eskilstuna, 14 dicembre 1962) è una modella svedese, eletta Miss Universo 1984.

## Biografia
Incoronata Miss Universo 1984 a Miami il 9 luglio 1984, Yvonne Ryding è la terza donna svedese ad aver vinto il titolo. In precedenza la Ryding aveva vinto il titolo di Sveriges Lucia.
Dopo aver trascorso il proprio anno di Miss Universo a Los Angeles, Yvonne Ryding ha condotto in patria il concorso Melodifestivalen 1989 ed è stata ospite d'onore a Miss Universo 2006, tenutosi a Los Angeles. Nel 2007 ha partecipato all'edizione svedese di Ballando con le stelle, ed ha condotto il talk show svedese Förkväll.

## Vita privata
Dalla relazione con l'attore svedese Kjell Bergqvist nascono due figlie.